# Stratfield Saye
Stratfield Saye – wieś w Anglii, w hrabstwie Hampshire. Leży 42 km na północny wschód od miasta Winchester i 64 km na zachód od Londynu.